# Rio Pitanga (vattendrag i Brasilien, Paraná)
Rio Pitanga är ett vattendrag i Brasilien.   Det ligger i delstaten Paraná, i den södra delen av landet, 1 100 km söder om huvudstaden Brasília.
I omgivningarna runt Rio Pitanga växer huvudsakligen savannskog. Runt Rio Pitanga är det glesbefolkat, med 11 invånare per kvadratkilometer.